# Diecezja Grecji (katolikosat Eczmiadzyna)
Diecezja Grecji – jedna z dwóch diecezji Apostolskiego Kościoła Ormiańskiego w Grecji z siedzibą w Atenach. Podlega katolikosowi Eczmiadzyna (druga grecka diecezja znajduje się w jurysdykcji katolikosa Cylicji).
Aktualnym administratorem (locum tenens) diecezji jest ks. Choren Arakeljan.